# جبهه تفاهم ملی افغانستان
جبهه تفاهم ملی افغانستان یک ائتلاف سیاسی میان احزاب مخالف دولت در افغانستان بود. این ائتلاف در آوریل ۲۰۰۵ بمنظور شرکت در انتخابات تشکیل شد. با این حال این ائتلاف بعد از چند ماه غیرفعال شد. رهبری این حزب بر عهده یونس قانونی بود.
احزاب عضو در ائتلاف:
- حزب افغانستان نوین
- حزب وحدت اسلامی مردم افغانستان
- حزب اقتدار اسلامی افغانستان
- حرکت اسلامی افغانستان
- حزب وحدت ملی اسلامی افغانستان
- حزب استقلال ملی افغانستان
- حرکت انقلاب اسلامی افغانستان
- سازمان اسلامی افغانستان جوان
- حزب اعتدال ملی اسلامی افغانستان
- حزب صلح و وحدت ملی افغانستان
- حزب وحدت ملی اقوام افغانستان
- نهضت همبستگی ملی افغانستان (در مه ۲۰۰۵ عضو شد)

سه تن از نامزدهای ریاست جمهوری به این ائتلاف پیوستند، عبدالحفیظ منصور، لطیف پدرام و میر محفوظ ندایی. اما پس از دو هفته از ائتلاف خارج شدند.